# Complex Networks
Complex Networks — це американська медіа-розважальна компанія для молодіжної культури, що базується в Нью-Йорку. Complex Networks повідомляє про популярні та нові тенденції в стилі, снікерах, їжі, музиці, спорті та поп-культурі. У 2013 році компанія Complex Networks охопила понад 90 мільйонів користувачів щомісяця на веб-сайтах, що належать і управляються, а також на партнерських сайтах, у соціальних мережах і на YouTube-каналах. Друкований журнал припинив виходити з випуском за грудень 2016/січень 2017. Зараз Complex має 6,02 мільйона підписників і 1,8 мільярда переглядів на YouTube. Станом на 2019 рік річний дохід компанії оцінювався в 200 мільйонів доларів, 15% з яких припадає на комерцію.

## Історія
Complex розпочав своє існування в 2002 році як журнал для молоді, що висвітлює нові явища в галузі хіп-хопу, моди та поп-культури. Автором журналу виступав бренд моди Eckō Unltd., який належить модельєру, підприємцю, інвестору, артисту та філантропу з Нью-Джерсі Марку Еко. Ім'я Complex з'явилося через розкрутку сайту «Ecko.complex».
У 2005 році в журнал прийшов Ноуа Каллахар-Бевер — екс-головний редактор журналу Vibe. У Complex він обійняв посаду головного редактора, а через рік став відповідальним за медіа-контент. Коли в 2006 журнал почав приносити прибуток, Complex розпочав розширення своєї присутності в Інтернеті. У квітні 2007 була запущена медіа мережа з чотирма сайтами: NahRight, Nice Kicks, SlamxHype та MoeJackson.

### Complex
Для того, щоб остаточно взяти курс у бік цифрового формату, у вересні 2007 року Complex запустив Complex Media. У 2010 р. прибуток від реклами зріс на 154%. За даними аналітичної компанії comScore, у березні 2012 року журнал відвідало близько дванадцяти мільйонів унікальних відвідувачів, що стимулювало такі бренди як Coors, AT&T, Ford, McDonald's, Nike, Adidas та Apple розмістити рекламу на сайті журналу.
У 2011 Complex придбав Pigeons and Planes — блог про реп та інді-музику.
У 2012 році Complex запустив гумористичний сайт про чоловічий одяг під назвою Four Pins.
У 2013 Complex запустив сайт, присвячений танцювальній музиці, Do Androids Dance, купив сайт про снікер-культуру Sole Collector і запустив веб-сайт розваг Green Label в партнерстві з Mountain Dew.
У 2014 році журнал спільно з Bacardi відкрив сайт з NBA тематикою під назвою Triangle Offense.
Згідно з ComScore, у серпні 2014 Complex зайняв третій рядок у рейтингу найбільш відвідуваних сайтів серед відвідувачів віком від 18 до 34 років  .
У січні 2015 Complex оголосили про придбання Collider — онлайн порталу про кіно, телебачення, сенсаційні новини та неминучі тенденції.
У 2015 році Do Androids Dance було об’єднано з Complex. У 2016 році Four Pins закрили.

### Фінансування
У 2009 році Complex отримав 12,8 мільйонів доларів від венчурних компаній Accel Partners і Austin Ventures. У вересні 2013 до Complex надійшло близько 25 мільйонів доларів від Iconix Brand Group.

## Обкладинки
Complex також став відомий своїми двосторонніми обкладинками та розділеним форматом. Складні обкладинки часто поєднували знаменитостей з різних куточків музики, кіно та спорту. Серед ранніх обкладинок Complex були Nas (травень 2002), Тоні Гок і Xzibit (червень/липень 2002), Ludacris і Дейл Ернхардт-молодший (квітень/травень 2003), Mos Def і Девід Бові (серпень/вересень 2003). У 2007 році Complex влаштував Кім Кардаш'ян її першу в історії зйомку та обкладинку журналу.
Відтоді Complex розширився до інтерактивних цифрових обкладинок. У вересні 2019 року американський репер Кід Каді та японський дизайнер Ніго дали інтерв’ю Complex, а також разом з’явилися на цифровій обкладинці та розповіли історії своєї кар’єри та зростання в індустрії розваг та вуличного одягу.

## The Complex Shop
У грудні 2019 року Complex Networks запустила інтернет-магазин під назвою Complex Shop. На момент запуску магазин включав речі від 70 різних брендів одягу, включаючи деякі ексклюзивні колаборації. У магазині також представлені товари різних брендів і вмісту Complex.

## Суперечки

### Кім Кардаш'ян
У 2009 році Complex помилково розмістив необроблені фотографії Кім Кардаш'ян для весняного номера квітень/травень. Трохи згодом, усвідомивши помилку, журнал змінив необроблені фотографії на нові, оброблені, проте читачі встигли завантажити та поширити оригінальні фотографії в Інтернеті. Кім розмістила запис у своєму блозі, заявивши, що вона не соромиться, що на її тілі є трохи целюліту. Потім вона повідомила, що «пишається своїм тілом», додавши необроблені фотографії з місця зйомок на свій веб-сайт.

### Wale
11 грудня 2013 року одному з редакторів Complex надійшов телефонний дзвінок від репера Wale, який запитав, чому журнал не включив його альбом The Gifted до списку п'ятдесяти найкращих альбомів 2013 року. Пізніше розмова була викладена на офіційний сайт Complex. Потім Wale почав загрожувати співробітникам журналу, заявивши: «Негайно наймайте охорону». Згідно з журналом, вони намагалися організувати зустріч із репером, але той віджартувався гумористичним постом в Інстаграмі.